# Gentiana piundensis
Gentiana piundensis är en gentianaväxtart som beskrevs av Van Royen. Gentiana piundensis ingår i släktet gentianor, och familjen gentianaväxter. Inga underarter finns listade i Catalogue of Life.